# Dimas Martín
Dimas Martín Martín (Yaiza, Las Palmas, 8 de abril de 1948) es un político español de Lanzarote (Canarias), perteneciente al grupo político PIL (Partido de Independientes de Lanzarote). Ha sido presidente del Cabildo de Lanzarote y diputado del Parlamento de Canarias, senador por Lanzarote en la Cámara alta española y alcalde del Ayuntamiento de Teguise en la Isla de Lanzarote.
Ha estado varias veces en la cárcel tras ser condenado por corrupción. Tuvo que abandonar la presidencia del Cabildo tras ordenarse su encarcelamiento firme. En 2009, fue imputado en la Operación Unión como cabecilla de la trama. Posteriormente, en 2010, estándo en la cárcel de Tenerife II se descubre que poseía más de 8 millones de euros en propiedades a nombre de terceras personas, se estima que puede tener propiedades a nombre de cerca de medio centenar de personas.
En este marco, su propio hijo Fabián Martín toma la presidencia de su partido.